# Palluaud
 Palluaud  es una población y comuna francesa, en la región de Poitou-Charentes, departamento de Charente, en el distrito de Angoulême y cantón de Montmoreau-Saint-Cybard.

## Demografía
| 260 | 264 | 260 | 273 | 283 | 290 |
| Para los censos de 1962 a 1999 la población legal corresponde a la población sin duplicidades (Fuente: INSEE [Consultar]) |     |     |     |     |     |